# Rozier-en-Donzy
Rozier-en-Donzy település Franciaországban, Loire megyében. Lakosainak száma 1421 fő (2022. január 1.). Rozier-en-Donzy Sainte-Agathe-en-Donzy, Bussières, Civens, Cottance és Pouilly-lès-Feurs községekkel határos.

## Népesség
A település népessége az elmúlt években az alábbi módon változott:
| Lakosok száma | 1303 | 1172 | 1146 | 1359 | 1407 | 1444 | 1444 | 1427 | 1425 | 1421 |
|               | 1968 | 1982 | 1990 | 2006 | 2013 | 2015 | 2017 | 2019 | 2020 | 2022 |